# 백마비마

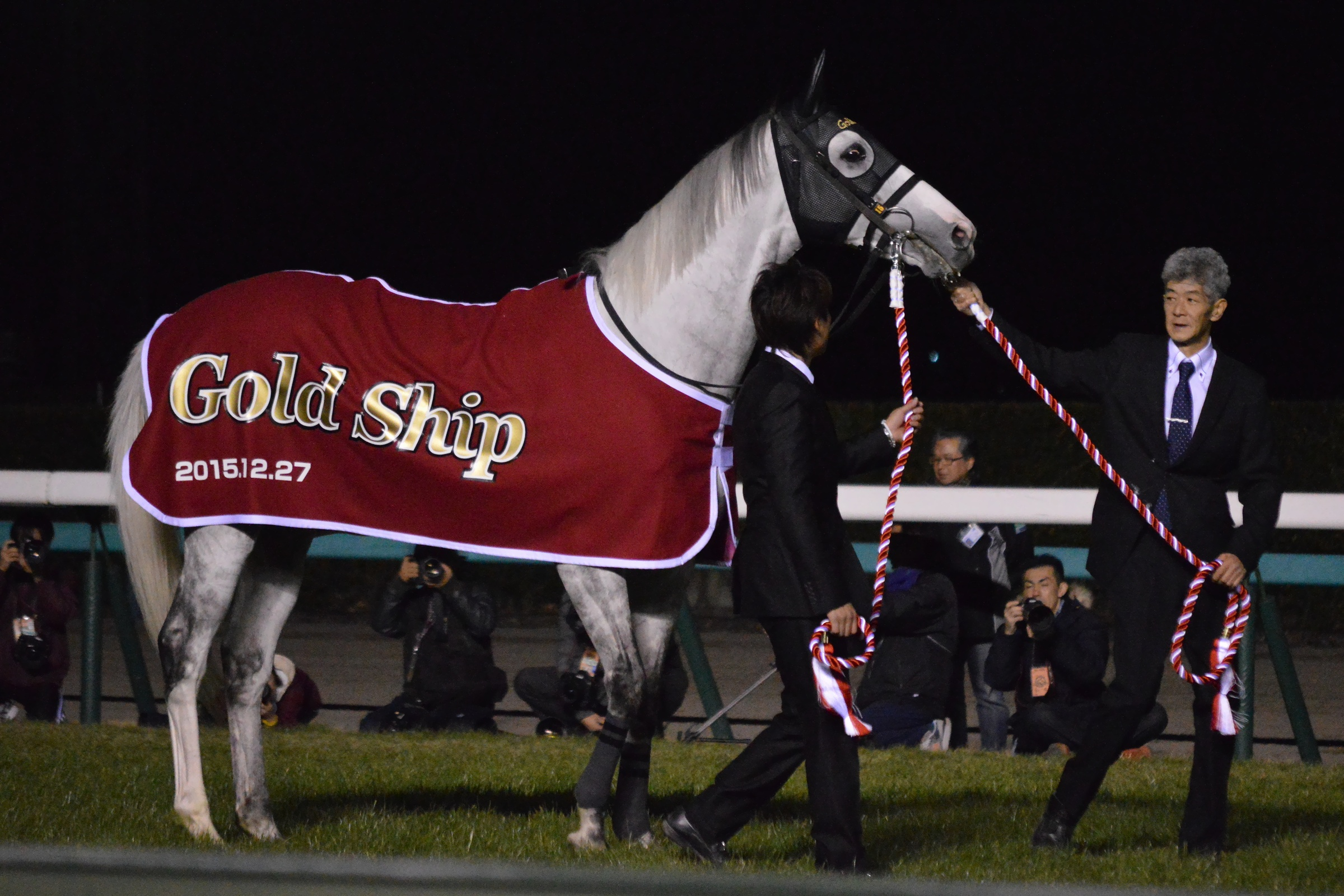
이것은 말인가?

백마비마(白馬非馬)는 “백마는 말이 아니다”라는 뜻이다. 중국의 전국 시대에 명가가 제기한 논제로, 특히 공손룡(公孫龍)이 제시한 명제로 널리 알려져 있다. 오늘날의 인식론의 범주에 속한다. 논제 자체는 《전국책》, 《한비자》에도 기록되어 있다.
그 의미에 대해 논리학적으로 “백마”와 “말”은 동일개념 동일의미가 아님을 주장했다는 설, 또는 그냥 궤변이라는 설 등 이설이 많다. 중국고전 전문가 사이에서도 정설이 없는 미해결 문제다.

## 출전

### 아설
예설(倪說) 혹은 아설(兒說)에 따르면, 희다는 것은 색으로서 명명된 개념이고, 말이란 형태로 명명된 개념이므로 색과 형태라는 두 개념이 합쳐진 "백마"와 형태라는 하나의 개념으로만 된 "말"은 별개다. 아설은 이 논변으로 당시 자기가 소속되어 있던 직하학당의 학사들을 항복시켰다고 한다.
『한비자』에 따르면 아설은 백마를 타고 관문을 지나갈 때 말 통행세를 걷자 백마비마설을 주장해 세금을 면제받으려 했으나 관리에게 먹히지 않아 세금을 물었다고 한다.

### 공손룡
공손룡은 명가에 속하며, 이설보다 좀더 후대 사람으로 평원군의 식객이었다. 『공손룡자』에는 백마를 시각으로 파악했을 때, “희다”는 색채가 “말”이라는 형태와 조합되어 백마가 되지만, 만일 시각으로부터 색채를 독립시켜서 생각하면 “백마”란 무의미한 낱말이라고 쓰여 있다.
그러나 음양가의 추연이 “그런 논리가 있어 봤자 하등 쓸모가 없다”고 부정하고, 평원군도 점차 공손룡을 멀리했다. 그 뒤 공손룡의 말로는 불행했다고 한다.

## 기호논리학적 해석
20세기의 논리학자 마에하라 쇼지는 〈백마〉라는 개념을 {\displaystyle F}, 〈말〉이라는 개념을 {\displaystyle G}라고 표기하고, 〈백마는 말이 아니다〉는 말은 이하의 (1)～(4) 네 가지로 해석될 수 있다고 설명했다.:18-19
| #   | 논리식            | 해석                       | 설명                           |
| --- | ----------------- | -------------------------- | ------------------------------ |
| (1) | ∀x(F(x) → ￢G(x)) | F는 반드시 G가 아니다      | F는 반드시 「G가 아니다」      |
| (2) | ￢∀x(F(x) → G(x)) | F는 반드시 G인 것은 아니다 | 「F는 반드시 G」인 것은 아니다 |
| (3) | ∀x(F(x) ⇄ ￢G(x)) | F란 G가 아니라는 것이다    | F란 「G가 아니다」라는 것이다  |
| (4) | ￢∀x(F(x) ⇄ G(x)) | F와 G는 다른 개념이다      | F와 G는 동일 개념이 아니다     |

그리고 〈백마는 말이 아니다〉라는 문장의 해석을 상기의 (1)～(4)로 제한할 경우, 올바른 명제로서 이해되는 것은 (4) 뿐이라고 해설했다.

## 같이 보기
- 제3인 논증